# Iared
Iared este fiul lui Mahalaleel. Potrivit Jubileelor, mama sa este Dinah. El este tatăl lui Enoh.
Conform Bibliei, a trăit 962 de ani.